# 图示评审技术
图示评审技术（Graphical Evaluation and Review Technique，简称GERT）也称图形评审技术、图解评审技术，项目管理中用于网络分析的一种技术，是对工作和工作之间的逻辑关系和工作持续时间不确定时按随机变量进行分析的技术方法。图示评审技术最早由美国工程师A·普里茨克尔在研究阿波罗计划最终发射时间计算中于1966年提出。
图示评审技术与关键线路法（CPM）和计划评审技术（PERT）相比，允许在网络逻辑和工作延续时间方面存在一定的概率陈述（即某些工作可能不进行，某些工作可能仅进行其一部分，而某些工作可能进行多次），故应用范围更为广泛。